# Jerry Wexler
Gerald "Jerry" Wexler (ur. 10 stycznia 1917 w Nowym Jorku  – zm. 15 sierpnia 2008 w Sarasocie) – amerykański producent i dziennikarz muzyczny. Urodził się w Bronksie i pochodził z żydowskiej rodziny. Był producentem albumów takich gwiazd jak Ray Charles, The Drifters, Ruth Brown, Dire Straits, Wilson Pickett, Aretha Franklin, Dusty Springfield i Bob Dylan. Wexler, którego zagrał Richard Schiff, pojawił się także w filmie Ray.
W 1987 został wprowadzony do Rock and Roll Hall of Fame.